# Frederik de Wit

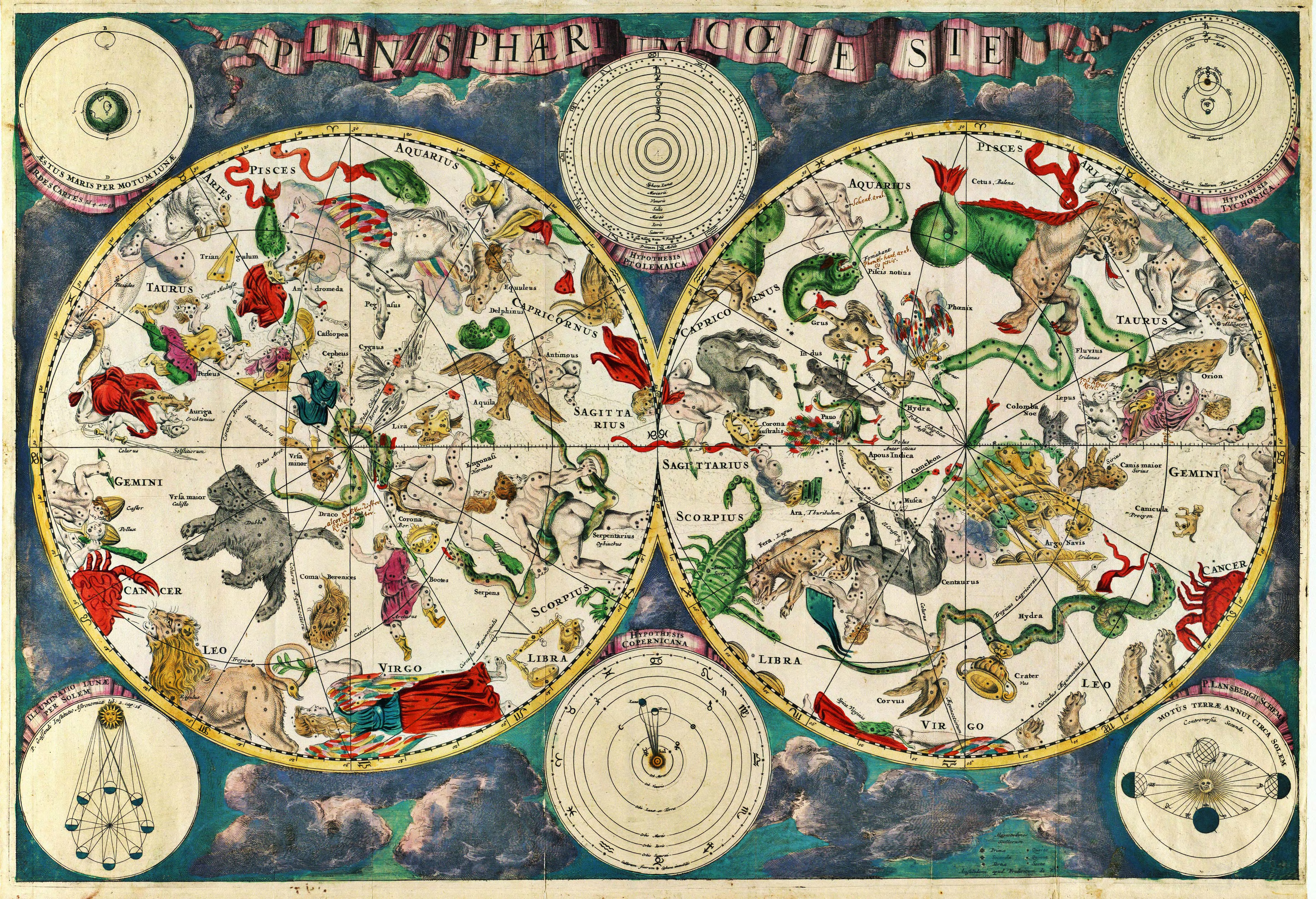
Carte du ciel du XVIIe siècle

Frederik de Wit, né à Gouda en 1630 et décédé à Amsterdam en 1706, appelé également Frederick ou Frederico de Witt était un cartographe et graveur néerlandais.

## Biographie
En 1648 il créa une entreprise à Amsterdam sous le nom de De witte Pascaert. C'était également le nom de sa maison dans la Kalverstraat. Il se maria en 1661 avec Maria van der Waag et obtint par son mariage le statut de bourgeois d'Amsterdam. Il devint ainsi membre de la corporation des marchands de livres de St. Lucas.
Avant 1649 Frederik de Wit gravait déjà des cartes de Lille et de Tournai pour l'illustration du Flandria Illustrata d'Antonius Sanderus. La première carte gravée et datée par de Wit fut la carte du Danemark en 1659.
Vers 1660 parurent les cartes du monde Nova Orbis Tabula in Lucem Edita (± 46 x 55 cm) et Nova Totius Terrarum Orbis Tabula, une carte murale assemblée d'environ 140 x 190 cm. La datation exacte des atlas et des ouvrages de cartes urbaines est difficile, les cartes ne comportaient pas de mention d'année et l'édition de celles-ci prenait plusieurs années. Les atlas ont commencé à apparaître vers 1670 et les ouvrages de cartes urbaines vers 1695. À partir de 1675 il procéda également à l'édition d'atlas marins.
L'atlas des Pays-Bas s'appelait Nieuw Kaertboeck van de XVII Nederlandse Provinciën et comptait plus de 20 cartes.
En 1698, il publia également l'Atlas des villes des Pays-Bas sous le nom de Theatrum ichnographicum omnium urbium et præcipuorum oppidorum belgicarum XVII provinciarum peraccurate delineatarum. Celui-ci connut deux éditions, la première édition comportait 124 gravures, la seconde édition en comportait 128. Pour la réalisation de ces atlas, Frederick de Wit avait utilisé ses propres gravures, mais également les plaques de cuivre gravées qu'il avait rachetées de Willem Blaeu et de Johannes Janssonius.
 
Frederik de Wit fit la même chose pour l'atlas des villes d'Europe. Pour cet ouvrage il utilisa même des plaques de cuivre du Civitates Orbis Terrarum de Georg Braun et Frans Hogenberg. Ces plaques faisaient également partie de la réserve de Johannes Janssonius, elles avaient déjà 100 ans, mais qui furent retravaillées.
Après la mort de Frederik de Wit, de nombreuses plaques de cuivre furent vendues à Pieter Mortier. Plus tard reprises par la société Covens & Mortier.Une autre partie des cartes revinrent à Leonard Valck, qui agissait au nom de son père Gerard Valck et au nom de Peter Schenk l'Ancien. Une édition facsimile de l'atlas des villes des Pays-Bas, appelée Atlas de Wit - Atlas des villes des anciens Pays-Bas est parue en octobre 2012 avec des textes de Marieke van Delft et Peter van der Krogt.

## Atlas de Wit

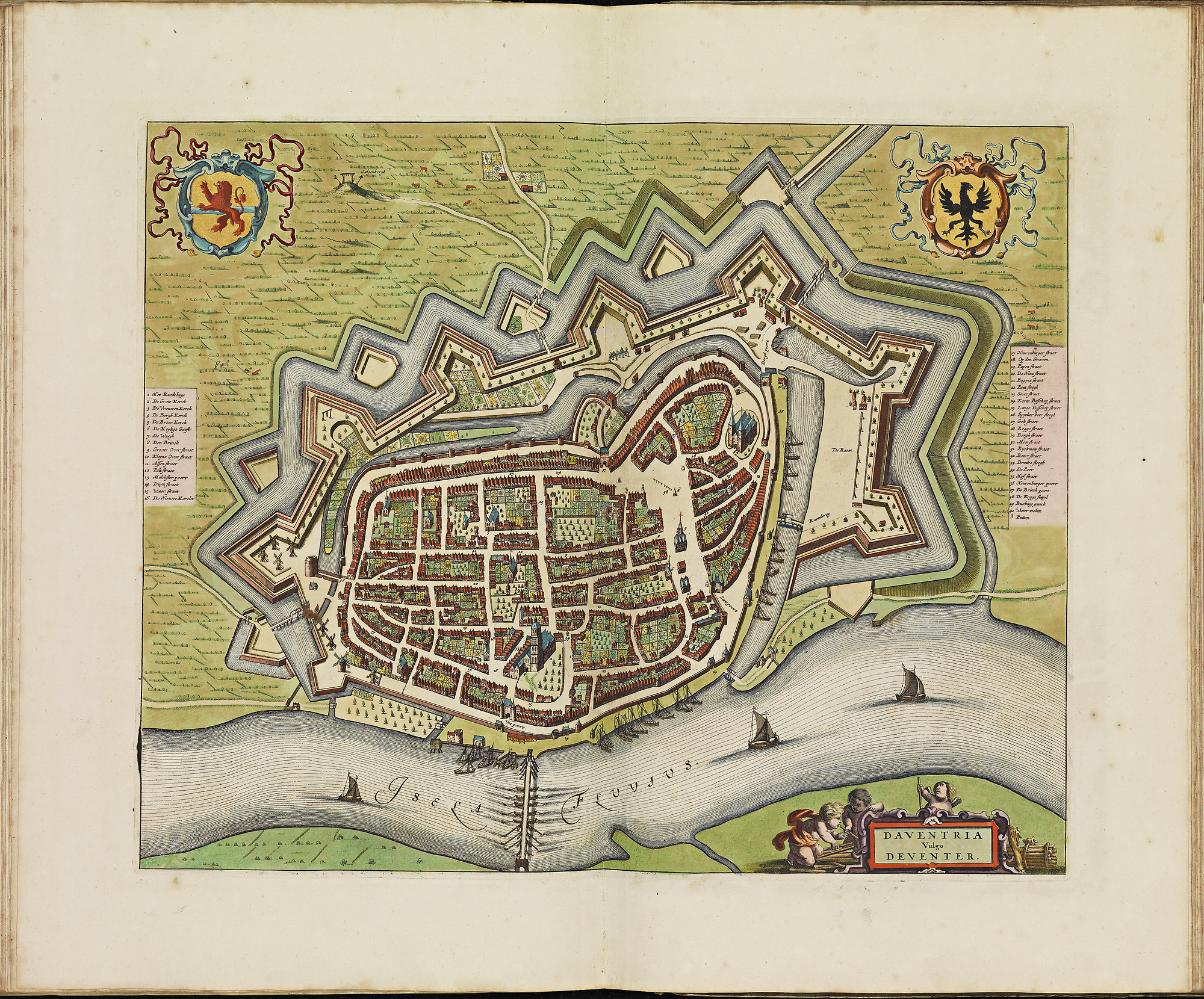
Carte de Deventer issue de l'Atlas de Wit

Index de l'Atlas des villes des Pays-Bas de 1698
1. Nimègue
2. Zutphen
3. Harderwijk
4. Arnhem
5. Groenlo
6. Doesburg
7. Tiel
8. Zaltbommel
9. Wageningue
10. Culemborg
11. Schenkenschanz
12. Geldern
13. Ruremonde
14. Dordrecht
15. Haarlem
16. Delft
17. Leyde
  - Hôtel de ville, église Saint-Pierre, Hooglandse Kerk et motte castrale
  - Église nouvellement fondée, bâtiment d'université, jardin botanique, Marekerk et halle aux draps
18. Amsterdam
  - Dam
  - Hôtel de ville
  - Amstel
  - Maison de pesage, nouvelle église, bourse et vieille église
  - Église du sud, église de l'ouest, église du nord et nieuwezijdskapel
  - IJ
19. Gouda
20. Rotterdam
21. Schiedam
22. Schoonhoven
23. Gorinchem
24. Brielle
25. Alkmaar
26. Hoorn
27. Enkhuizen
28. Edam
29. Purmerend
30. Monnickendam
31. Medemblik
32. Woerden, Oudewater, Schoonhoven et Delfshaven
33. Vianen, Weesp, Naarden et Muiden
34. Heusden
35. La Haye
36. Middelbourg
37. Zierikzee
38. Goes
39. Tholen
40. Flessingue
41. Veere
42. Arnemuiden
43. Fort Rammekens
44. Utrecht
  - Vue d'Utrecht
  - Hôtel de ville (nl)
45. Amersfoort
  - Vue d'Amersfoort
46. Vue de Rhenen
47. Vue de Wijk bij Duurstede
48. Vue de Montfoort
49. Leeuwarden
50. Bolsward
51. Franeker
52. Sneek
53. Dokkum
54. Harlingen
55. Stavoren
56. Sloten, IJlst, Workum et Hindeloopen
57. Deventer
58. Kampen
59. Zwolle
60. Hasselt
61. Vollenhove
62. Steenwijk
63. Oldenzaal
64. Blokzijl
65. Zwartsluis
66. Groningue
67. Coevorden
68. Delfzijl
69. Oudeschans et Bourtange
70. Bruxelles
71. Anvers
  - Citadelle
  - Maison de la Hanse (nl)
  - Hôtel de ville
72. Malines
73. Tirlemont
74. Lierre
75. Louvain
76. Bois-le-Duc
77. Bréda
78. Grave
79. Bergen op Zoom
80. Fort Saint-Ambroise, fort Saint-Martin, fort de la Croix (nl), fort Saint-Jacques (nl), fort Noordam (nl), Steenbergen et son Fort Henry (Steenbergen) (nl) et  Fort Lillo
81. Maastricht
82. Mons
83. Landrecies,  Mariembourg,  Avesnes et  Chimay
84. Cambrai
85. Arras
86. Saint-Omer
87. Hesdin
88. Gand
89. Courtrai
90. Nieuport
91. Bruges
92. Damme
93. Ostende
94. Gravelines
95. Abbaye de Bergues
96. Ypres
97. Lille avant la construction de la citadelle
98. Lille avec la citadelle
99. Douai
100. Tournai
101. Valenciennes
102. Vue de Grammont
103. Furnes
104. Bourbourg
105. Bailleul
106. Alost
107. Armentières
108. Dixmude
109. Plasschendaele
110. Damvillers et  Thionville
111. Stevensweert
112. Liège